# A Ton of Love
"A Ton of Love" is een nummer van de Britse band Editors. Het nummer verscheen op hun album The Weight of Your Love uit 2013. Op 6 mei van dat jaar werd het nummer uitgebracht als de eerste single van het album.

## Achtergrond
"A Ton of Love" is geschreven door de gehele band en geproduceerd door Jacquire King. Het nummer debuteerde op 6 mei 2013 tijdens het radioprogramma van Zane Lowe op BBC Radio 1 en de videoclip werd diezelfde dag uitgebracht. Ook was het nummer vanaf die dag beschikbaar als downloadsingle als onderdeel van de voorverkoop van het album The Weight of Your Love. Op 14 juni 2013 werd het nummer officieel uitgebracht als digitale download en op 24 juni 2013 werd een 7"-vinylsingle van het nummer uitgebracht.
"A Ton of Love" haalde in het Verenigd Koninkrijk geen hitlijsten. In Nederland werd de Top 40 niet bereikt en bleef het steken op de derde plaats in de Tipparade, maar kwam het wel op de 54e positie in de Single Top 100. In Vlaanderen haalde het nummer het grootste succes met een 32e plaats in de Ultratop 50. In het radioprogramma De Afrekening van Studio Brussel stond het nummer drie weken op de eerste plaats en in de eindafrekening van dat jaar nam het nummer de tweede plaats in, achter "Pompeii" van Bastille. In Wallonië werd de Ultratop 50 echter niet gehaald en kwam het op de 32e plaats in de "Bubbling Under"-lijst terecht.

## Hitnoteringen

### Single Top 100
| Hitnotering: 11-05-2013 t/m 08-06-2013 | Hitnotering: 11-05-2013 t/m 08-06-2013 | Hitnotering: 11-05-2013 t/m 08-06-2013 | Hitnotering: 11-05-2013 t/m 08-06-2013 | Hitnotering: 11-05-2013 t/m 08-06-2013 | Hitnotering: 11-05-2013 t/m 08-06-2013 | Hitnotering: 11-05-2013 t/m 08-06-2013 |
| Week                                   | 1                                      | 2                                      | 3                                      | 4                                      | 5                                      |                                        |
| -------------------------------------- | -------------------------------------- | -------------------------------------- | -------------------------------------- | -------------------------------------- | -------------------------------------- | -------------------------------------- |
| Positie                                | 55                                     | 54                                     | 67                                     | 78                                     | 93                                     | uit                                    |

### NPO Radio 2 Top 2000
| Nummer met noteringen in de NPO Radio 2 Top 2000 | '14  | '15  | '16  | '17  | '18  | '19  | '20  |
| ------------------------------------------------ | ---- | ---- | ---- | ---- | ---- | ---- | ---- |
| A Ton of Love                                    | 1164 | 1153 | 1359 | 1359 | 1397 | 1761 | 1922 |

1. ↑  Een vetgedrukt getal geeft de hoogste notering aan.
2. ↑  2014 was het eerste jaar met een notering voor dit nummer.
3. ↑  Deze tabel is bijgewerkt tot en met de laatste editie (2024).